# Bosques templados de Westland
Los bosques templados de Westland, también conocidos como bosques templados lluviosos de Westland, son una ecorregión de bosques templados de hoja ancha y mixtos situada a lo largo de la costa central occidental de la Isla Sur de Nueva Zelanda, también conocida como Te Waipounamou. Estos bosques se encuentran en la región del distrito de Westland, que abarca aproximadamente 11.880 kilómetros cuadrados. Limita al oeste con el mar de Tasmania y al este con los Alpes del Sur. Gran parte de esta zona está protegida por el parque nacional Westland.

## Geografía
Nueva Zelanda consta de dos islas separadas situadas en el hemisferio sur, comúnmente conocidas como la Isla del Norte y la Isla del Sur. Los bosques de Westland se encuentran en la parte central de la costa oeste de la Isla del Sur. Al sur de estos bosques se encuentran los bosques templados de Fiordland. En la zona de Westland se encuentran muchos glaciares. Los Alpes del Sur se extienden a lo largo de la costa, lo que provoca una elevación orográfica y altas precipitaciones.
Grandes extensiones de Nueva Zelanda han sido protegidas con fines de conservación, especialmente en esta región. Esta zona tiene una gran biodiversidad de plantas y animales. Debido a su remota ubicación, Nueva Zelanda fue una de las últimas zonas en ser colonizadas y estuvo habitada principalmente por los maoríes hasta la llegada de los europeos en el siglo XVII.

### Glaciación
Se han identificado aproximadamente 57 glaciares en el parque nacional de Westland. Todos ellos se encuentran entre los Alpes del Sur. Tanto el glaciar Franz Josef como el Fox se extienden por debajo de la línea de los árboles, alcanzando zonas de hasta 300 metros sobre el nivel del mar. La glaciación en la zona ha esculpido varias morrenas. El último gran avance glaciar en esta región se produjo hace aproximadamente 17.000-20.000 años. Muchos glaciares de esta zona no han avanzado ni retrocedido recientemente, aunque se ha producido un gran adelgazamiento.
El glaciar Franz Josef névé se extiende desde unos 2.700 metros sobre el nivel del mar hasta unos 1.500 metros sobre el nivel del mar. En este punto, la "lengua" del glaciar continúa descendiendo por la montaña hasta alcanzar su punto más bajo a unos 270 metros sobre el nivel del mar y desde esa zona corre el río Waiho. El Franz Josef se ha movido muchas veces en el último siglo, tanto avanzando como retrocediendo.
El glaciar Fox fue bautizado originalmente como glaciar Albert por el explorador Julius von Haast, aunque finalmente se cambió el nombre a Fox en honor a Sir William Fox, antiguo Primer Ministro de la Colonia. El glaciar Fox se encuentra a unos 24 km al sur del glaciar Franz Josef.

### Geología
La Falla Alpina atraviesa en diagonal la Isla Sur de Nueva Zelanda desde la parte superior derecha hasta la inferior izquierda. Esta falla discurre directamente entre los Alpes del Sur y las tierras bajas costeras, atravesando directamente el parque nacional de Westland. Se considera la mayor falla de Nueva Zelanda, y forma un límite entre la placa indoaustraliana y la placa del Pacífico.

## Clima
Nueva Zelanda se encuentra en su totalidad en la zona templada. Los bosques de Westland reciben grandes cantidades de precipitaciones, que alcanzan unos 3.000 milímetros anuales en la costa, unos 4.700 milímetros en los glaciares Franz Josef y Fox, y superan los 11.000 milímetros en las montañas, donde las precipitaciones suelen llegar en forma de nieve. Es debido a las cadenas montañosas y a la elevación orográfica que la zona de Westland ve tantas precipitaciones. La ubicación costera de Westland hace que su clima sea más moderado que el de zonas más interiores. Gran parte del tiempo está causado por los anticiclones que se desplazan hacia el este. Las temperaturas de verano rondan los 20 °C y las máximas los 30 °C. La nieve es poco frecuente en las zonas bajas, pero es muy frecuente en las zonas altas, especialmente en los alrededores de los glaciares.

## Ecología

### Zonación
En Westland, el paisaje cambia rápidamente de tierras bajas planas a montañas. La vegetación se altera según la altitud, cambiando entre las tierras bajas (0-400 m de altitud; arbolada, incluye lianas y epífitas), el monte (400-800 m de altitud; arbolada), el subalpino (800-1200 m de altitud; matorral denso, bosque bajo), el alpino bajo (1200-1500 m de altitud; matorral bajo con pastizales altos), alpino alto (1500-2000 en algunas zonas; campos de hierbas y pastizales cortos), y zonas de nivel (tan bajo como 1700m en algunas zonas; vegetación increíblemente escasa, sólo líquenes en roca sin nieve).

### Flora
La sucesión primaria en esta zona comienza con musgos y algas como Racomitrium y Trentepohlia. Empiezan a brotar plántulas, entre las que se encuentran los sauces-hierba y la Raoulia, que acaban dando paso a especies como el tutú arbóreo (Coriaria arborea), la retama (Carmichaelia grandiflora) y el koromiko (Hebe salicifolia). Al cabo de un par de décadas comienzan a crecer árboles en la zona y llegan los rata (Metrosideros) y kamahi (Pterophylla racemosa). Una vez que muchas especies se han establecido bien y la fertilidad del suelo aumenta, comienzan a establecerse nuevas especies, como el paté (Schefflera digitata), la hoja ancha neozelandesa (Griselinia littoralis) y helechos como Phymatodes diversifolium y Blechnum capense. Al cabo de varios cientos de años se desarrollan finalmente los bosques de podocarpos.
Gran parte del bosque templado de Westland está formado por Nothofagus. Los claros entre los rodales de haya se llenan ocasionalmente con brezos y plantas arbustivas subalpinas.
Las mayores extensiones de bosque de podocarpos en Westland, Nueva Zelanda, se encuentran alrededor de los 43° de latitud, donde crecen desde la región costera occidental a lo largo del mar de Tasmania hasta los Alpes del Sur. El bosque Rimu-kamahi es común en esta zona, junto con la totara de montaña y la rata del sur.

### Fauna
Hay una gran variedad de aves que viven en esta región. La observación de aves en el parque nacional Westland ofrece la oportunidad de ver kea, paseriformes, tomtits, fantails y palomas autóctonas. El pukeko, el chorlito de alas espolones y el kiwi también pueden encontrarse en la zona de la selva de Westland. La ocupación humana ha afectado en gran medida a la supervivencia de muchas de estas aves, y varias especies están en peligro de extinción o son raras. Aproximadamente la mitad de las aves forestales autóctonas de Nueva Zelanda se han extinguido
En la región de Westland viven muchos animales pequeños, entre los que se encuentran comedores de plantas como caracoles, babosas, gusanos, larvas de insectos, milpiés y colémbolos. Entre los pequeños animales carnívoros hay un gran número de ciempiés, escarabajos de tierra y un gran número de especies de arañas. Un gran número de arañas que viven en el suelo no construyen telas, sino que dependen de la velocidad y la vista para atrapar a sus presas.

## Historia
Los maoríes ocuparon la zona costera de Westland durante varios siglos antes de que los europeos comenzaran a colonizar Nueva Zelanda. Los maoríes se refieren a la Costa Oeste de Nueva Zelanda como Te Tai Poutini. El número de habitantes probablemente nunca llegó a ser muy elevado, ya que probablemente no vivían más de varios cientos de personas en la zona en un momento dado. Sus asentamientos consistían principalmente en pequeñas aldeas en la costa. Las fuentes de alimentación eran abundantes en esta zona. El marisco era especialmente importante para los maoríes, que ahumaban anguilas y pescados de mar, secaban anjo blanco y a menudo recogían algas y mejillones. Otras fuentes locales de alimento eran las aves, como el pato y la paloma. El trabajo de la piedra también era común entre los maoríes, que tenían acceso a la piedra verde, un jade de nefrita que se recogía con mayor frecuencia cerca del río Arahura, pero que también se recogía en zonas mucho más alejadas, como el río Haast y el lago Wakatipu.
Los europeos conocieron Westland en 1642, cuando el navegante holandés Abel Janzoon Tasman avistó por primera vez los picos de las montañas desde su barco. En 1770, el capitán James Cook circunnavegó Nueva Zelanda y también observó las montañas que bordean la costa. Los glaciares fueron vistos por primera vez en 1859 por los marineros del Mary Louisa. El interés por la zona aumentó a mediados del siglo XIX, cuando la New Zealand Company empezó a explorar la región de Westland con la esperanza de encontrar buenas tierras para el asentamiento. Con el tiempo, varios exploradores, entre ellos Charles Heaphy, Thomas Brunner, James McKay y Julius von Haast, recorrieron la zona de Westland, a menudo con guías maoríes que los guiaban. En 1860, James McKay, empleado del gobierno colonial local, consiguió comprar a los maoríes una gran parte de la costa occidental de Nueva Zelanda por el precio de 300 libras. Cuatro años más tarde, en 1864, el deseo de oro llevó a miles de mineros a Nueva Zelanda. A principios del siglo XX, el apogeo de la búsqueda de oro había pasado, pero los efectos negativos residuales de la búsqueda de oro seguían siendo.
En 1961 se creó el parque nacional de Westland Tai Poutini, y en 1982 se decidió añadir al parque nacional el sur de Ōkārito y el sur de Waikukupa, así como partes de los bosques de Karangarua. Esta incorporación se produjo a la luz de una nueva Ley de Parques Nacionales que sirvió para determinar la importancia de preservar estas zonas.

## Alteraciones
La actividad humana ha sido una de las principales perturbaciones de la selva neozelandesa de Westland. En un momento dado, los maoríes solían provocar incendios intencionados que afectaban a los bosques que crecían en la Isla del Sur. Esto alteró en gran medida el paisaje, y gran parte de los bosques del lado este de la Isla del Sur fueron sustituidos por pastizales.
Tanto los incendios como la tala de árboles han sido las principales perturbaciones en la zona forestal de Westland. En la actualidad, no se está llevando a cabo ninguna tala en las zonas boscosas autóctonas de Nueva Zelanda. Gran parte del bosque húmedo templado que se encuentra en Westland, Nueva Zelanda, se ha dedicado a fines de conservación.
Algunos de los rodales que cuentan con rata-kamahi tienen problemas con la muerte causada en parte por las zarigüeyas a las que les gusta refugiarse en los árboles más viejos (alrededor de 300 años), especialmente los que crecen en suelo fértil.
Los cambios climáticos pueden afectar a los bosques templados de Westland en el futuro. Existe la posibilidad de que el aumento de la frecuencia de las sequías provoque un mayor riesgo de incendios, lo que podría provocar la sustitución de la vegetación actual de la selva tropical por plantas adaptadas al fuego.

## Conservación
Amplias zonas de Nueva Zelanda han sido protegidas con fines de conservación. El parque nacional de Westland Tai Poutini cubre aproximadamente 20.000 acres o unos 81 kilómetros cuadrados, de los cuales un 25% son glaciares y campos de nieve.

## Recreación
El parque nacional de Westland ofrece muchas oportunidades de recreo, como el senderismo, la pesca, el esquí, la navegación y las excursiones por los glaciares locales. Hay muchos senderos que se pueden explorar y que llevan a varios lagos, arroyos, ríos y acantilados.